# Блек Џек (Мисури)
Блек Џек (енгл. Black Jack) град је у америчкој савезној држави Мисури.

## Демографија
По попису из 2010. године број становника је 6.929, што је 137 (2,0%) становника више него 2000. године.
| Група             | 2000.         | 2010.         |
| Белци             | 1.774 (26,1%) | 1.120 (16,2%) |
| Афроамериканци    | 4.844 (71,3%) | 5.627 (81,2%) |
| Азијати           | 24 (0,4%)     | 25 (0,4%)     |
| Хиспаноамериканци | 45 (0,7%)     | 51 (0,7%)     |
| Укупно            | 6.792         | 6.929         |